# Fojtova Kraš
Fojtova Kraš (dříve též Vojtova Kraš, něm. Voigts-Krosse, Voigtskrosse, Vogtsgrosse) je vesnice (osada), která je místní částí (základní sídelní jednotkou) obce Velká Kraš. Nachází se na levém břehu říčky Vidnávky přímo naproti městu Vidnavě.

## Historie
Fojtova Kraš původně tvořila část velké vesnice Kraš. Samostatně se poprvé připomíná – v listině hlásící se k roku 1291 a popisující stav v letech 1266–1268 – pod názvem Advocati Craz se 16½ lány. Tehdy patřila mezi majetek vratislavského biskupa v obvodu hradu Otmuchova. Roku 1326 v ní je zmiňováno vlastní fojtství.
Větší část Fojtovy Kraše zůstala v majetku vratislavského biskupa a byla spravována nejprve z Vidnavy, se kterou byla v 15. století biskupy rovněž zastavována, a od 16. století v rámci biskupského panství Jánský Vrch. Nadále však sloužila jako bezprostřední zemědělské zázemí Vidnavy. Město Vidnava mělo rovněž (doloženo k roku 1580) právo pást na pozemcích Fojtovy Kraše 400 ovcí, zatímco obyvatelé samotné vsi jich směli držet jen 25.
Druhá část vsi patřila až do zrušení patrimoniální správy roku 1850 vidnavskému fojtství.
Při rozdělení Slezska roku 1742 se Fojtova Kraš ocitla na hranici s Pruskem, dnes s Polskem.
U Farského lesa byl v 2. polovině 19. století a v 1. polovině 20. století těžen kaolín pro vidnavský keramický závod (šamotku), který se ve skutečnosti nacházel již na fojtovokrašském katastru. V roce 1897 bylo na území Fojtovy Kraše zřízeno nádraží "Vidnava" na trati z Hukovic do Vidnavy a od roku 1911 dále do Nisy (Nysa, nyní v Polsku).
V letech 1850–1869 byla Fojtova Kraš samostatnou obcí, pak byla přičleněna jako osada k obci Velká Kraš. Od ní byla roku 1960 oddělena a připojena k městu Vidnavě. Roku 1976 byla k Vidnavě připojena i zbývající obec Velká Kraš a k 23. listopadu 1990 se Velká Kraš včetně Fojtovy Kraše od Vidnavy opět oddělila.

### Vývoj počtu obyvatel
Počet obyvatel Fojtovy Kraše podle sčítání nebo jiných úředních záznamů:
| Rok            | 1806 | 1930 | 2001 |
| -------------- | ---- | ---- | ---- |
| Počet obyvatel | 155  | 380  | 271  |

1. ↑  z toho: 14 Čechoslováků, 337 Němců; 360 řím. kat., 17 evang., 1 bez vyzn.

## Zajímavosti
- Společný hrob a pomník obětem pochodu smrti (kulturní památka)[5]

## Fotogalerie

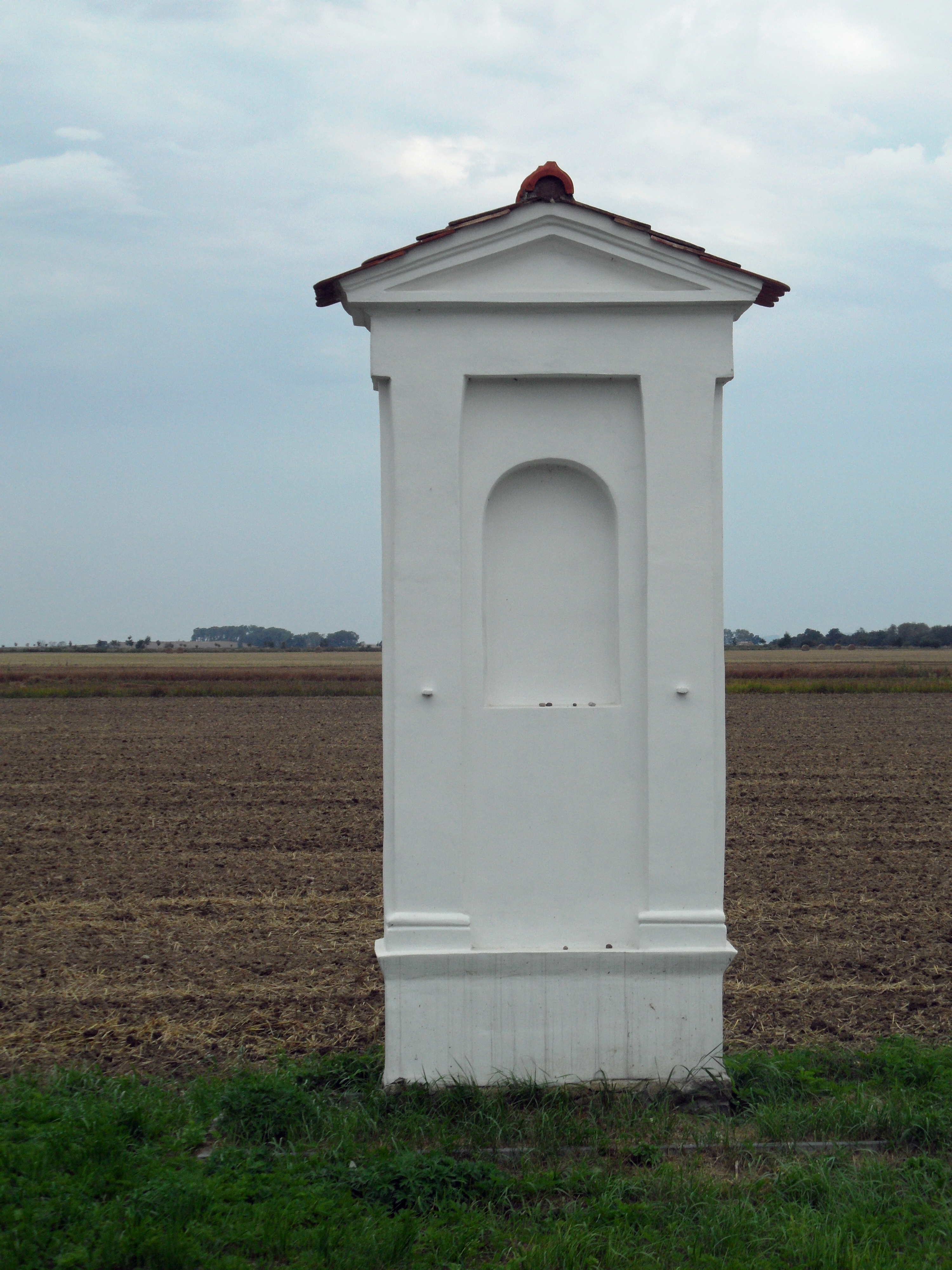
boží muka u silnice na Vidnavu
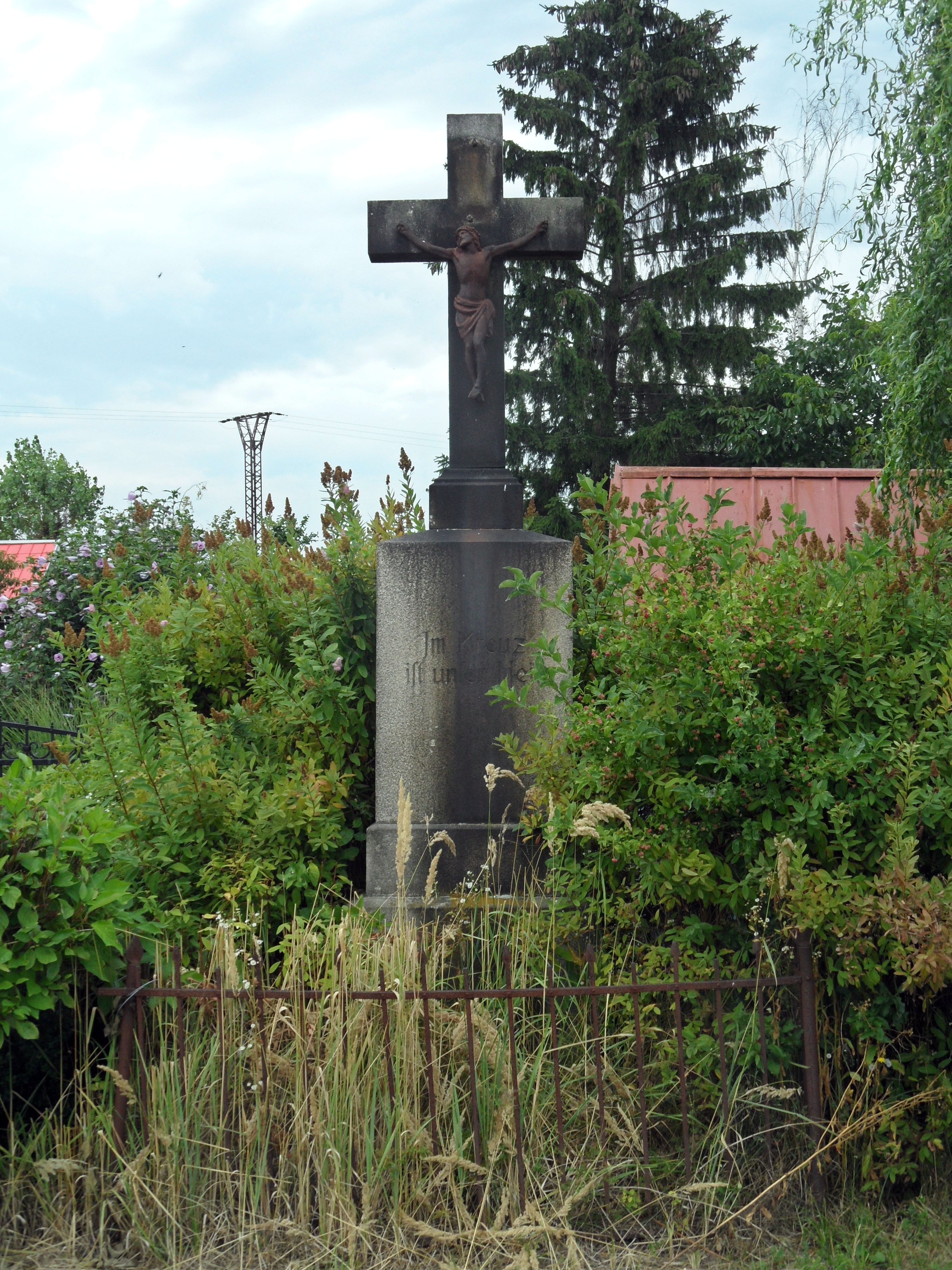
křížek u silnice na Vidnavu